# Tom Lamberty
Tom Lamberty (* 1961, voller Name: Gernot Tom Dirk Lamberty-Graf Hendrikoff) ist ein deutscher Verleger und Leiter des Merve Verlags.

## Leben
Lamberty studierte in Berlin und lernte Programmieren. In den 1980er Jahren war er dort an verschiedenen Projekten der Alternativszene beteiligt, unter anderem als Programmmacher des Hausbesetzerkinos „Kino im KOB“ in der Potsdamer Straße, als Mitbegründer des Interfilm-Festivals und als zeitweiliger Mitbesitzer des Ex’n’Pop in der Mansteinstraße. In den 1990er Jahren gab er mit Frank Wulf beim Merve Verlag drei Bücher aus dem Nachlass von QRT heraus. Er arbeitete als Personalmanager bei Siemens. 2002 holte der damalige Verleger Peter Gente Lamberty zum Merve Verlag, in dem er seit 2004 mit Elisa Barth zusammenarbeitet. 2005 stellte er auf der Frankfurter Buchmesse merve.mobil vor, eine frühe Form des E-Books. Seit 2017 befindet sich der Verlagssitz in Leipzig. Lamberty arbeitet außerdem beim Telekommunikationsunternehmen Cisco Systems. Er lebt in Naumburg an der Saale und hat drei Kinder.